# Tomislav Piplica
Tomislav Piplica (Bugojno, 5. svibnja 1969.) je bosanskohercegovački nogometaš i nogometni trener.
Svoju karijeru započeo je s 12 godina u Iskri iz Bugojna, kao igrač. Tek godinu poslije postao je vratar.
Bio je član jugoslavenske nogometne reprezentacije do 20 godina koja je na Svjetskom prvenstvu 1987. u Čileu osvojila zlatnu medalju. Bio je pričuva, a branio je Leković. Na tom prvenstvu su između ostalih za jugoslavensku reprezentaciju nastupali Zvonimir Boban, Robert Jarni, Robert Prosinečki i Davor Šuker, a izbornik je bio Mirko Jozić. Za bosanskohercegovačku reprezentaciju je igrao 9 puta. 
Prvi inozemni angažman 1997. godine nije dugo trajao, samo 15 dana. Bio je u belgijskom Antwerpenu, ali njegov tadašnji klub (NK Segesta) je tražio previsoku odštetu tako da se ubrzo vratio. Nakon toga odlazi u FC Energie iz Cottbusa u njemačku drugu ligu gdje se dobro snašao i prilagodio i gdje je uspješno branio 11 godina. Zbog svojih posebnosti u sezoni 2004./2005. bio je jedini igrač koji je imao dvije autogram karte s različitim frizurama. Jako brzo je postao miljenik publike u Cottbusu. Dva puta je izabran za igrača godine. Osim toga poznat je i po legendarnom autogolu glavom, kada mu je bezopasna lopta prešla preko glave. Za taj gol je u emisiji "TV Total" Stefana Raaba dobio nagradu "Raab der Woche" po koju je osobno došao. Sretno je oženjen i ima dvoje djece, Eva Karmela i Zak Paolo.
"Pipi" ili "Pirat" kako ga od milja zovu fanovi ima kultni status u sadašnjem klubu i nezamjenjiva je karika u sastavu Energie Cottbusa.
Završetkom sezone 2008./09., uprava Energiea je odlučila ne produžiti Tomislavu ugovor, tako da s tom sezonom završava njegova profesionalna nogometna karijera. Zbog kultnog statusa koji uživa i zbog vjernosti Energieu, uprava mu je ponudila mjesto trenera i skauta koje je prihvatio.

## Vanjske poveznice
- Razgovor s Tomislavom Piplicom, serijal Oni pobjeđuju, Al Jazeera Balkans, 19. 5. 2023. (YouTube)